# Campeonato Europeo de Patinaje Artístico sobre Hielo de 1997
El LXXXVIII Campeonato Europeo de Patinaje Artístico sobre Hielo se realizó en París (Francia) del 19 al 26 de enero de 1997. Fue organizado por la Unión Internacional de Patinaje sobre Hielo (ISU) y la Federación Francesa de Deportes de Hielo.
Participaron en total 150 patinadores de 32 países europeos.

## Resultados

### Masculino
| Puesto | Nombre                 | País    | Puntos |
| ------ | ---------------------- | ------- | ------ |
| Oro    | Alekséi Urmánov        | Rusia   | 4,0    |
| Plata  | Philippe Candeloro     | Francia | 4,0    |
| Bronce | Viacheslav Zagorodniuk | Ucrania | 4,0    |

### Femenino
| Puesto | Nombre           | País    | Puntos |
| ------ | ---------------- | ------- | ------ |
| Oro    | Irina Slútskaya  | Rusia   | 1,5    |
| Plata  | Krisztina Czakó  | Hungría | 5,0    |
| Bronce | Yulia Lavrenchuk | Ucrania | 5,5    |

### Parejas
| Puesto | Nombre                                | País     | Puntos |
| ------ | ------------------------------------- | -------- | ------ |
| Oro    | Marina Yeltsova / Andréi Bushkov      | Rusia    | 1,5    |
| Plata  | Mandy Wötzel / Ingo Steuer            | Alemania | 3,0    |
| Bronce | Yelena Berezhnaya / Antón Sijarulidze | Rusia    | 5,0    |

### Danza en hielo
| Puesto | Nombre                               | País    | Puntos |
| ------ | ------------------------------------ | ------- | ------ |
| Oro    | Oksana Grishchuk / Yevgueni Plátov   | Rusia   | 2,0    |
| Plata  | Anzhelika Krylova / Oleg Ovsiánnikov | Rusia   | 4,0    |
| Bronce | Sophie Moniotte / Pascal Lavanchy    | Francia | 6,4    |

## Medallero
| Núm. | País     | Oro | Plata | Bronce | Total |
| ---- | -------- | --- | ----- | ------ | ----- |
| 1    | Rusia    | 4   | 1     | 1      | 6     |
| 2    | Francia  | 0   | 1     | 1      | 2     |
| 3    | Alemania | 0   | 1     | 0      | 1     |
| 3    | Hungría  | 0   | 1     | 0      | 1     |
| 5    | Ucrania  | 0   | 0     | 2      | 2     |
|      | TOTAL    | 4   | 4     | 4      | 12    |